# Hoplosmia larochei
Hoplosmia larochei är en biart som först beskrevs av Borek Tkalcu 1993. Den ingår i släktet taggmurarbin och familjen buksamlarbin. Inga underarter finns listade i Catalogue of Life.